# クエッション・ボーイズ
クエッション・ボーイズは、コミックバンド・音楽ショウ（ボーイズ）。

## 概要
1965年に結成。後にリーダーの北一郎が脱退。1967年に梅村を入れ「ザ・クエッション」とグループ名を改称し吉本興業の主要劇場に上がる。グループ名の由来は歌、漫才、コントなど何が出るか解らないという意味で名付けられた。
当時結成間もない1966年3月には道頓堀角座の上席に出演。この時の模様を演芸に造詣のあった前田勇は「クエッション・ボーイズ5人組の音楽ショーには新鮮な感覚と重量感にあふれている。これを今席の第1位に推す」と絶賛した。
1972年には解散、大谷、白名が「あひる艦隊」（松竹芸能系）に加入。残ったメンバー等で「ザ・パンチャーズ」が結成された。

## メンバー
クエッション・ボーイズ時代のメンバー
- 北 一郎（本名：辻進、1944年 - ）、リーダー、ギター担当。

後に漫才に転向しルーキー新一らと組んだ、後に石坂浩二を捩った「石坂てつ也」の名前でやはり渡哲也を捩った「渡こうじ」と「チグハグコンビ」を結成。
- 当野 重彦（本名：当野滋彦、1945年12月26日 - ）、ギター担当。

「ザ・パンチャーズ」に参加。
- 滝 裕二（本名：迫田正昭、1944年 - ）、ドラム担当。

「ザ・パンチャーズ」に参加。
- 白名 勝太（本名：山田喜久蔵、1936年 - ）、ドラム担当。

解散後は「あひる艦隊」に加入。
- 大谷 実（本名：今川修、1928年 - ）、ボーカル、ベース担当。

解散後は「あひる艦隊」に加入。
ザ・クエッション時代のメンバー
- 梅村 敏明（本名：梅村敏明、1949年 - ）、テナーサックス担当。

「ザ・パンチャーズ」に参加。

## レコード
- スタコイ東京（ザ・クエッション時代）